# Jänkkäjärvi (Junosuando socken, Norrbotten)
Jänkkäjärvi är en sjö i Pajala kommun i Norrbotten och ingår i Torneälvens huvudavrinningsområde.